# Eisfabrik (Hannover)

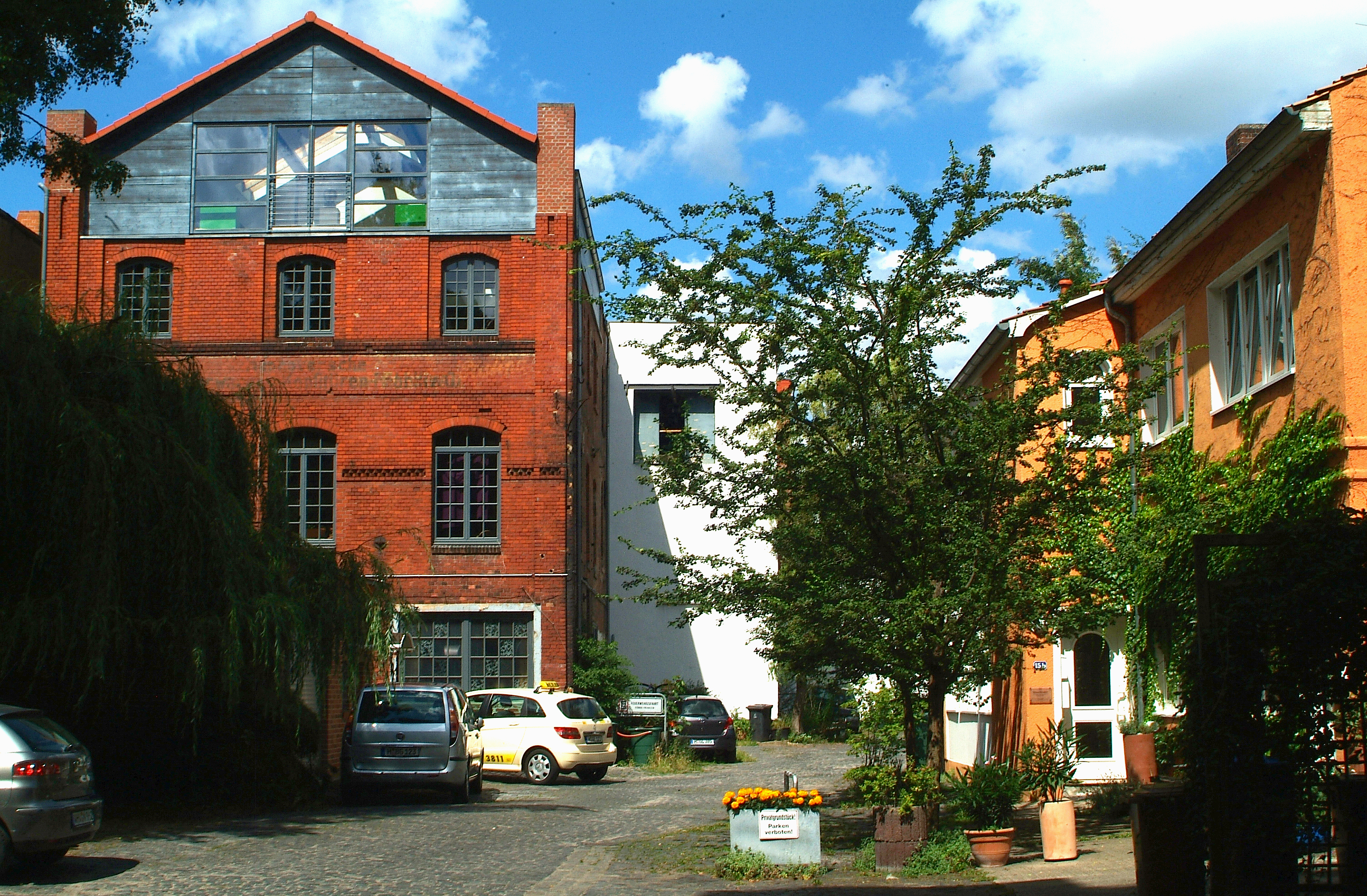
Gebäude der Eisfabrik

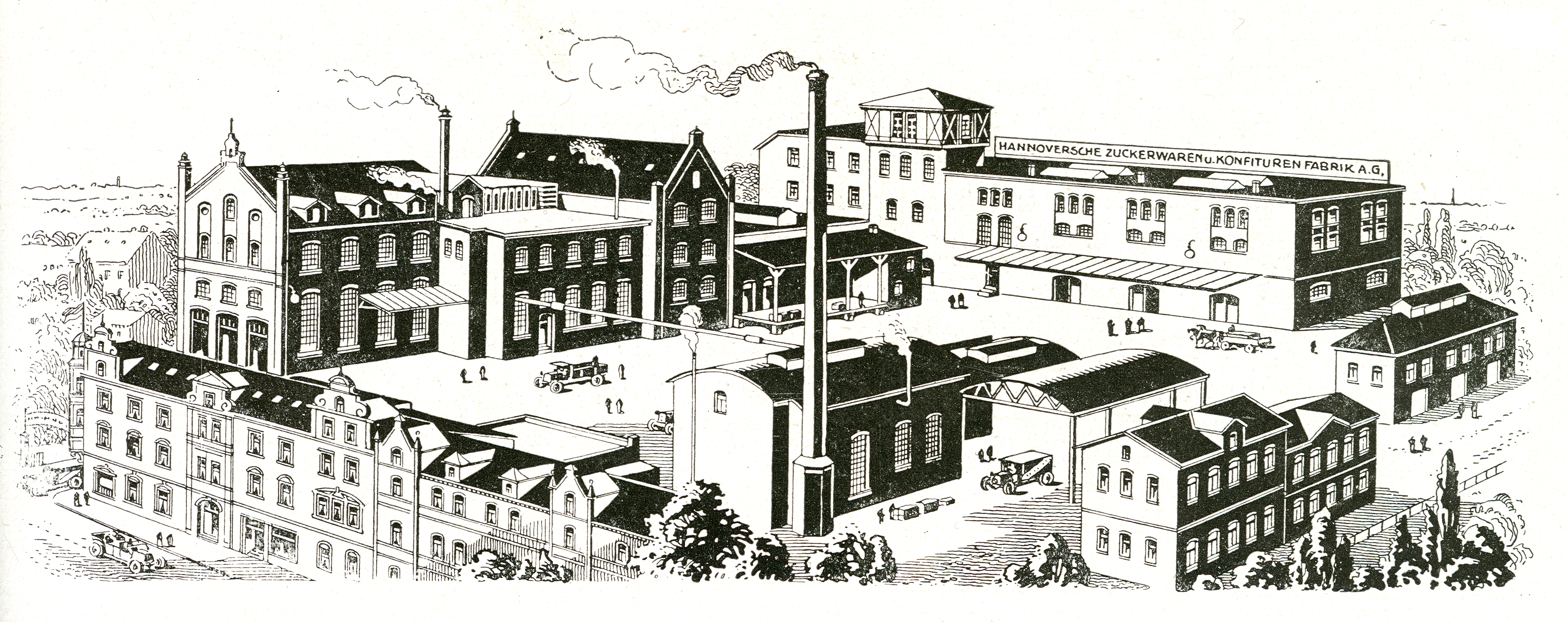
Gebäude der Heuweg-Werke, hier als „Hannoversche Zuckerwaren und Konfitürenfabrik Aktiengesellschaft“ bezeichnet

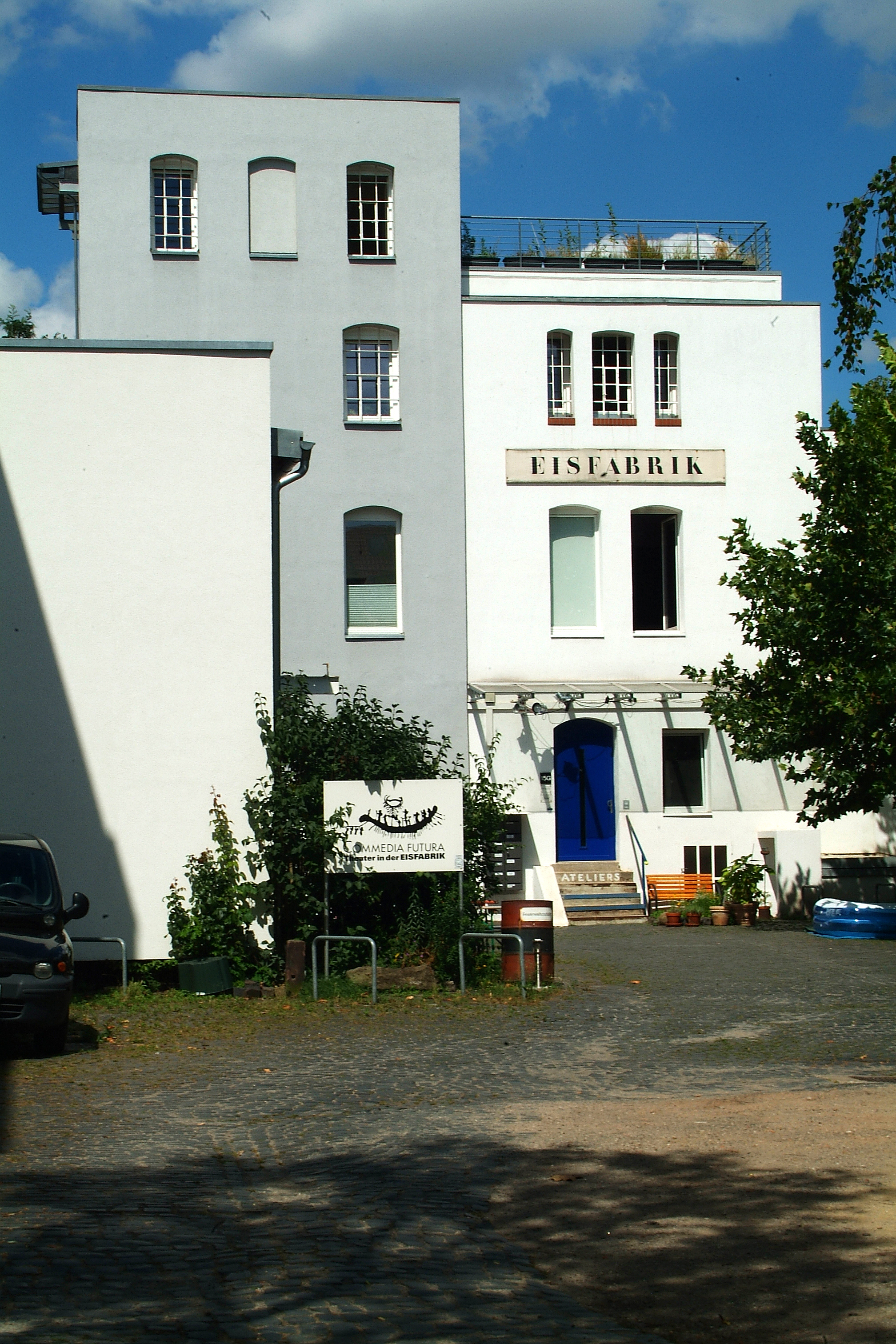
Blick über den Hof der EISFABRIK auf die Künstlerateliers und ein Gebäude des freien Theaters Commedia Futura

Die Eisfabrik ist ein Kunst- und Kulturzentrum in der Südstadt in Hannover mit zwei Ausstellungshallen, einem Theater mit zwei Sälen, Ateliers und Studios auf einem rund 5000 m² großen Gelände. 

## Geschichte
Ende des 19. Jahrhunderts wurde der Gebäudekomplex in der Seilerstraße von der 1898 gegründeten Germania Brauerei als Brauerei errichtet, die das Gebäude etwa zwei Jahrzehnte nutzte.
Im Ersten Weltkrieg ging der Bierabsatz der Brauerei stark zurück. In dieser Situation unterbreitete ein Konsortium aus drei in Hannover ansässigen Brauereien (Städtische Lagerbier-Brauerei, Vereinsbrauerei Herrenhausen und Lindener Aktien-Brauerei) den Anteilseignern der Germania-Brauerei ein Übernahmeangebot. 1917 beschlossen die Gesellschafter in einer Generalversammlung den Verkauf der Brauerei. Im Anschluss legte das Konsortium die Germania-Brauerei still.
Noch im selben Jahr gründeten sich die so genannten Heuweg-Werke, die „Hannoversche Eishaus- und Waren-Einkaufs-Gesellschaft mbH“. Die GmbH kaufte 1917 das Grundstück der ehemaligen Germania-Brauerei zurück, um dort eine Anlage zur Fabrikation von Klareis aufzubauen. 1917 erfolgte der Umbau zu einer Eisfabrik, die Klareis zum Kühlen herstellte: Die neu gegründeten Heuweg-Werke, ein Kurzname für die „Hannoversche Eishaus- und Waren-Einkaufs-Gesellschaft mbH“, deckten mit einer Tageskapazität von 2.400 Zentnern Klareis den Gesamtbedarf Hannovers. Die Fabrik wurde im Zweiten Weltkrieg zu 90 % zerstört und konnte erst gegen 1953 ihre Vorkriegskapazität wiedererlangen. Bis 1965 wurde in der Fabrik Eis produziert und von hier aus ganz Hannover mit Klareis versorgt. Nachdem die Eisproduktion eingestellt wurde, siedelten sich verschiedene Kleingewerbe auf dem Gelände an.

## Heutige Nutzung
Ende der 1970er Jahre entdeckten zunächst bildende Künstler den damals ruinenartigen Gebäude-Komplex. Unter der Leitung von Hans Hörmann wurden in den leerstehenden Hallen Konzerte und Ausstellungen veranstaltet und erste Ateliers notdürftig hergerichtet. Mit der Gründung des Kunstvereins Foro Artistico (1987) und dem Einzug des freien Theaters Commedia Futura (ebenfalls 1987) in die Eisfabrik begann sich eine zukunftsfähige Struktur herauszubilden. 1999 erwarb der Verein Eisfabrik e. V. mit Unterstützung der Stadt Hannover und des Landes Niedersachsen das Gelände. Heute ist die „Eisfabrik“ als fester Bestandteil der Tanz-, Theater- und Kunstszene.
Seit März 2014 ist in der Blauen Halle der Eisfabrik die GAF (Galerie für Fotografie) beheimatet. Dem Einzug ging ein Umbau der historischen Halle durch den hannoverschen Architekten Bernd Rokahr voraus. In der GAF, die von dem gemeinnützigen Verein zur Förderung der Fotografie in Hannover e. V. betrieben wird, werden jährlich mehrere Ausstellungen der journalistischen oder dokumentarischen Fotografie gezeigt. Zu den ausgestellten Arbeiten gehören Klassiker der beiden Genres, ebenso wie zeitgenössische Arbeiten und Fotografien von Nachwuchsfotografen. Ausgestellt wurden in der GAF bislang u. a. Arbeiten von Jewgeni Chaldej, Anja Niedringhaus, Dougie Wallace, Mads Nissen, Michel Vanden Eeckoudt, Emil Gataullin und Jesco Denzel.

## Ehrungen
- 1999 zeichnete der Freundeskreis Hannover die Eisfabrik, gemeinsam mit dem Literarischen Salon, mit dem Stadtkulturpreis Hannover aus.[8]